# Eurycotis flavipennis
Eurycotis flavipennis är en kackerlacksart som beskrevs av Henri Saussure och Leo Zehntner 1893. Eurycotis flavipennis ingår i släktet Eurycotis och familjen storkackerlackor.
Artens utbredningsområde är Kuba. Inga underarter finns listade i Catalogue of Life.